# Geraldina Boni
Geraldina Boni ist eine italienische Rechtswissenschaftlerin.

## Leben
Nach dem Studium der Rechtswissenschaften in Bologna und der Promotion in Kirchenrecht an der Lateranuniversität seit 2006 ist sie ordentliche Professorin für Kirchenrecht an der Universität Bologna. 
Sie wurde in den Vorstand der Consociatio Internationalis Studio Iuris Canonici Promovendo wiedergewählt. 2005 wurde sie von der Italienischen Bischofskonferenz als Mitglied der Bilateralen Kommission berufen, die für die Vereinbarungen zur Umsetzung des Abkommens zwischen dem Heiligen Stuhl und Italien von 1984 zuständig ist. Sie ist Herausgeberin der Zeitschrift Archivio giuridico und der Reihe Un’anima per il diritto: andare più in alto. Seit 2011 ist sie Konsultorin des Päpstlichen Rates für die Gesetzestexte.

## Schriften (Auswahl)
- La rilevanza del diritto dello stato nell'ordinamento canonico. In particolare la canonizatio legum civilium. Milano 1998, ISBN 88-14-06802-X.
- La rilevanza del diritto secolare nella disciplina del matrimonio canonico. Milano 2000, ISBN 88-14-08184-0.
- Gli archivi della Chiesa cattolica. Profili ecclesiastici. Torino 2005, ISBN 88-348-5296-6.
- La canonizzazione dei santi combattenti nella storia della chiesa. Città del Vaticano 2012, ISBN 978-88-209-8758-9.